# Zemský okres Dithmarsche
Zemský okres Dithmarsche (německy Kreis Dithmarschen) je zemský okres v německé spolkové zemi Šlesvicko-Holštýnsko. Sídlem správy zemského okresu je město Heide. Má přibližně 133 tisíc obyvatel. 

## Města a obce
Města:
1. Brunsbüttel
2. Heide
3. Marne
4. Wesselburen
5. Meldorf

Obce:
1. Albersdorf
2. Arkebek
3. Averlak
4. Bargenstedt
5. Barkenholm
6. Barlt
7. Bergewöhrden
8. Brickeln
9. Buchholz
10. Bunsoh
11. Burg (Dithmarsche)
12. Busenwurth
13. Büsum
14. Büsumer Deichhausen
15. Dellstedt
16. Delve
17. Diekhusen-Fahrstedt
18. Dingen
19. Dörpling
20. Eddelak
21. Eggstedt
22. Elpersbüttel
23. Epenwöhrden
24. Fedderingen
25. Frestedt
26. Friedrichsgabekoog
27. Friedrichskoog
28. Gaushorn
29. Glüsing
30. Großenrade
31. Groven
32. Gudendorf
33. Hedwigenkoog
34. Hellschen-Heringsand-Unterschaar
35. Helse
36. Hemme
37. Hemmingstedt
38. Hennstedt
39. Hillgroven
40. Hochdonn
41. Hollingstedt
42. Hövede
43. Immenstedt
44. Kaiser-Wilhelm-Koog
45. Karolinenkoog
46. Kleve
47. Krempel
48. Kronprinzenkoog
49. Krumstedt
50. Kuden
51. Lehe
52. Lieth
53. Linden
54. Lohe-Rickelshof
55. Lunden
56. Marnerdeich
57. Neuenkirchen
58. Neufeld
59. Neufelderkoog
60. Nindorf
61. Norddeich
62. Norderheistedt
63. Nordermeldorf
64. Norderwöhrden
65. Nordhastedt
66. Odderade
67. Oesterdeichstrich
68. Oesterwurth
69. Offenbüttel
70. Osterrade
71. Ostrohe
72. Pahlen
73. Quickborn
74. Ramhusen
75. Rehm-Flehde-Bargen
76. Reinsbüttel
77. Sankt Annen
78. Sankt Michaelisdonn
79. Sarzbüttel
80. Schafstedt
81. Schalkholz
82. Schlichting
83. Schmedeswurth
84. Schrum
85. Schülp
86. Stelle-Wittenwurth
87. Strübbel
88. Süderdeich
89. Süderdorf
90. Süderhastedt
91. Süderheistedt
92. Tellingstedt
93. Tensbüttel-Röst
94. Tielenhemme
95. Trennewurth
96. Volsemenhusen
97. Wallen
98. Warwerort
99. Weddingstedt
100. Welmbüttel
101. Wennbüttel
102. Wesselburener Deichhausen
103. Wesselburenerkoog
104. Wesseln
105. Westerborstel
106. Westerdeichstrich
107. Wiemerstedt
108. Windbergen
109. Wöhrden
110. Wolmersdorf
111. Wrohm